# Canthium vanwykii
Canthium vanwykii là một loài thực vật có hoa trong họ Thiến thảo. Loài này được Tilney & Kok mô tả khoa học đầu tiên năm 1987.